# سونتا
سونتا (به صربی: Sonta) یک منطقهٔ مسکونی در صربستان است که در Apatin District واقع شده‌است. سونتا ۱۲۵٫۷۶ کیلومتر مربع مساحت و ۴٬۲۳۸ نفر جمعیت دارد و ۸۶ متر بالاتر از سطح دریا واقع شده‌است.